# Paul-Dohrmann-Schule (Hannover)

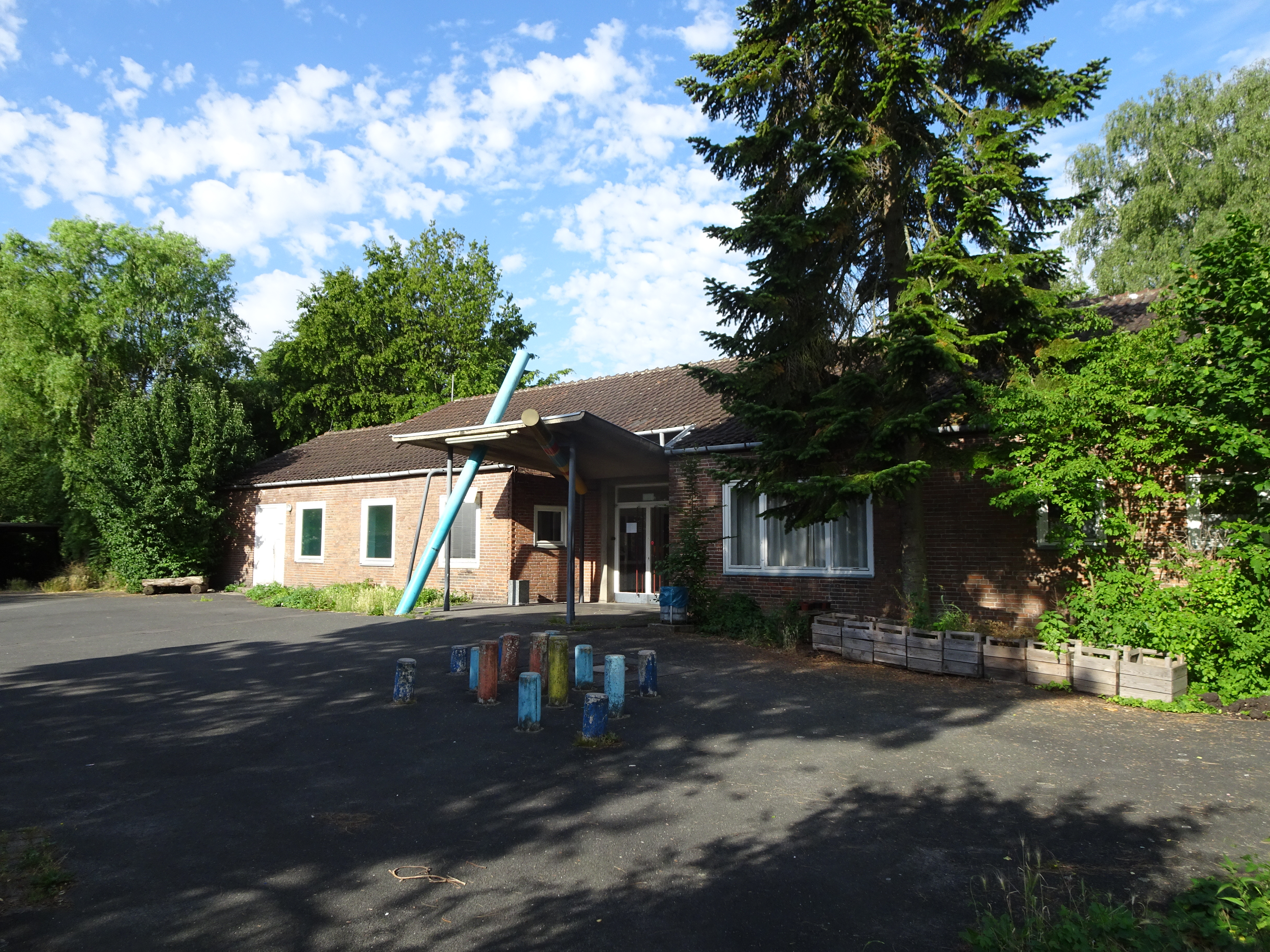
Ehemalige Paul-Dohrmann-Schule, 2019

Die Paul-Dohrmann-Schule in Hannover war eine nach Paul Dohrmann benannte und in der Nachkriegszeit in Betrieb genommene Sonderschule am Burgweg im hannoverschen Stadtteil Burg. Der Architekt Otto Fiederling zeichnete die Pläne des 1954 fertiggestellten Schulgebäudes, das später unter Denkmalschutz gestellt wurde. Die Einrichtung war die erste Förderschule in der niedersächsischen Landeshauptstadt, die ihre eigene Auflösung betrieb.

## Geschichte
Die in den 1950er Jahren eingerichtete Paul-Dohrmann-Schule hatte lange Zeit Vorzeigecharakter und galt als Vorreiter des Gedankens der Inklusion mit dem Ziel einer gemeinsamen Beschulung von Kindern mit und ohne Behinderung. Aus diesem Grund betreuten Lehrer der Paul-Dohrmann-Schule bereits ab 1999 ihre Grundschüler in verschiedenen Schulen umliegender Stadtteile. Dem sogenannten „Regionalen Integrationskonzept Hannover Nordwest“ schloss sich 2009, dem Jahr des Inkrafttretens der UN-Behindertenrechtskonvention in Deutschland, auch die IGS Stöcken an, in der dann zeitweilig mehrere Pädagogen der Paul-Dohrmann-Schule arbeiteten und Fünft-, zum Teil auch Sechstklässler mit Förderbedarf beim Lernen unterstützten.
Nachdem die IGS Stöcken aus ihrem Einzugsbereich zudem Kinder mit Handicaps beim Sprechen oder in der emotional-sozialen Entwicklung aufnahm, verblieb im Stammhaus der Paul-Dohrmann-Schule ab August 2010 nur noch je eine Klasse im siebten, achten und neunten Jahrgang. Laut dem seinerzeitigen Schulleiter Dirk Reiche wurde es dann jedoch „schwierig für eine so kleine Gruppe von Schülern noch gute Angebote zum Beispiel zur Berufsorientierung zu organisieren“. Eltern und Lehrer strebten daher eine Auflösung der von der Stadt Hannover betriebenen Paul-Dohrmann-Schule an und einen gemeinschaftlichen Umzug der verbliebenen drei Klassen an eine andere Schule, wie dies beispielsweise von dem Vorsitzenden des Elternrates gefordert wurde, der eine Betreuung seines eigenen Sohnes in den größeren Klassen einer Regelschule als „ausgeschlossen“ bezeichnete. Während der Leiter der Paul-Dohrmann-Schule sich Anfang 2011 als zukünftiger Koordinator für Förderschullehrer sah, deren Einsatz und Beratung er zu organisieren habe, sollten sämtliche Pläne jedoch zunächst mit den Kommunalpolitikern des Bezirksrates Herrenhausen-Stöcken beraten werden, bevor auch das Niedersächsische Kultusministerium „eine grundlegende Entscheidung“ zu treffen hatte.
Im Februar 2014 beschloss die Stadtverwaltung Hannover den Ausbau der Klassenräume der ehemaligen Paul-Dohrmann-Schule, deren Turnhalle seinerzeit von verschiedenen Vereinssportlern genutzt wurde, zu einer Notunterkunft für bis zu 150 obdachlosen Zuwanderern insbesondere aus Südosteuropa. Auf Anfrage betonte Niedersachsens Integrationsbeauftragte Doris Schröder-Köpf, dass „dort nicht so große Gruppen von obdachlosen Zuwanderern zusammen untergebracht werden“ sollten, die Stadt Hannover aber letztlich „keine Familie auf der Straße stehen lassen“ sollte. Laut Thomas Hermann würde „die Stadt […] eine Komplettbelegung nicht als Dauerlösung zulassen.“
Auch nach der von Hannovers Oberbürgermeister Stefan Schostok vorgegebenen Richtlinie soll zuverlässig zwar Not gelindert werden, jedoch nur bis zu einem Mindeststandard, um „keine Anreize“ für eine verstärkte Zuwanderung anderer aus den Heimatländern der untergebrachten Obdachlosen zu schaffen.
Im April 2019 wurde das Obdachlosenheim geschlossen und das Gelände im Sommer 2019 an Transition Town Hannover e. V. übergeben, die in Kooperation mit diversen anderen Organisationen dort bis Juni 2020 nachhaltige Nutzungskonzepte entwickeln sollen.